# Kápolnásnyék, Fejér
Kápolnásnyék  este un sat în districtul Gárdony, județul Fejér, Ungaria, având o populație de 3.550 de locuitori (2011). 

## Demografie
Componența etnică a satului Kápolnásnyék
     Maghiari (97,61%)
     Necunoscut (0,58%)
     Alții (1,81%)
Componența confesională a satului Kápolnásnyék
     Romano-catolici (37,27%)
     Fără religie (18,73%)
     Reformați (13,72%)
     Atei (1,18%)
     Necunoscută (27,94%)
     Alte religii (2,45%)
Conform recensământului din 2011, satul Kápolnásnyék avea 3.550 de locuitori. Din punct de vedere etnic, majoritatea locuitorilor (97,61%) erau maghiari. Apartenența etnică nu este cunoscută în cazul a 0,58% din locuitori. Nu există o religie majoritară, locuitorii fiind romano-catolici (37,27%), persoane fără religie (18,73%), reformați (13,72%) și atei (1,18%). Pentru 27,94% din locuitori nu este cunoscută apartenența confesională.